# Серафим (Аретинський)
Архієпископ Серафим (в миру Олександр Миколайович Аретинський; 1812, Орел — 22 квітня (4 травня) 1886) — український релігійний діяч фіно-угорського походження, церковний педагог. Єпископ Російської православної церкви (безпатріаршої), єпископ Чигиринський, вікарій Київської митрополії РПЦ, з правом управління Златоверхим Михайлівським монастирем. Випускник і викладач Київської духовної академії.

## Життєпис
Народився в сім'ї православного священика Орловської єпархії. Навчався в Орловській духовній семінарії, а після її завершення, згідно з негласним правилом осадження московитами українських духовних закладів, скерований до Київської духовної академії (1833).
26 травня 1837 — пострижений в чернецтво; 16 червня рукопокладений в ієродиякона; 31 липня — в ієромонаха; 1 вересня закінчив Київську духовну академію і залишений у ній вчителем для посилення русифікації.
15 грудня 1837 — отримав ступінь магістра богослов'я, призначений бакалавром Київської духовної академії.
1 липня 1842 — призначений інспектором Казанської духовної академії. 16 липня 1842 — зведений в сан архімандрита.
21 серпня 1846 — переведений на посаду ректора у Кавказькій духовній семінарії, що відкрилася в Самарі.
20 жовтня 1848 — переведений до Могилева настоятелем Братського Богоявленського монастиря.
17 травня 1852 — переміщений ректором до Херсонської духовної семінарії та настоятелем Одеського Успенського монастиря.
2 грудня 1858 — ректор Тамбовської духовної семінарії та настоятель Козловського Троїцького монастиря.
10 січня 1860 — хіротонія в єпископа Чигиринського, вікарія Київської митрополії, з правом управління Златоверхим Михайлівським монастирем.
4 січня 1865 — єпископ Воронезький та Задонський.
28 березня 1871 — архієпископ.
Помер 22 квітня 1886. Похований у Благовіщенському монастирі у Воронежі.